# Ievgueni Pakhomov
Ievgueni Alexandrovitch Pakhomov (russe : Евгений Александрович Пахомов, né en 1880 – mort en 1965) est un archéologue et numismate russe et soviétique. Il est particulièrement reconnu pour son travail numismatique au Caucase et pour avoir publié des ouvrages parmi les plus influents sur la numismatique de la Géorgie et de l'Azerbaïdjan.
La collection de monnaies de Pakhomov a été léguée aux musées de Tbilissi, de Bakou et de Leningrad. Certaines pièces ont été acquises par un musée arménien et d'autres, par des collectionneurs privés.

## Biographie
Né à Stavropol, il obtient un diplôme d'une Realschule de Tiflis en 1896, puis de l'Institut d'archéologie de Saint-Pétersbourg en 1900 et de l'Institut technologique de la même ville en 1902.
En 1920, il aide à la création du Musée de l'histoire d'Azerbaïdjan, puis est élu à l'association académique de l'université d'État de Bakou, où il dirige le département d'archéologie et de numismatique de 1922 à 1930.
En 1941, il devient professeur associé à l'Université de Bakou. En 1945, il soutint sa thèse de doctorat et devint professeur.
De 1947 à 1953, il est chef du département d'archéologie. En 1955, il reçoit le titre de scientifique honoré de la RSS d’Azerbaïdjan.
E. A. Pakhomov était l’un des scientifiques les plus influents dans son domaine. Il a réalisé de nombreuses expéditions archéologiques, décrit les trésors et écrit de nombreuses œuvres consacrées à la numismatique du Caucase. Il a été un pionnier dans de nombreux domaines d'activité scientifique.
En 1955, il obtient une distinction de la République socialiste soviétique d'Azerbaïdjan, puis est élu membre de l'Académie nationale des sciences de la république d'Azerbaïdjan en 1962.
Les articles de Pakhomov sont en cours de numérisation et de téléchargement sur la page spéciale sur academia.edu.